# حي ابن خلدون
حي ابن خلدون هو أحد الأحياء السكنية بغربي مدينة تونس، ينقسم إلى حي ابن خلدون 1 و2 و3 و4 و5 و6. وهو إداريا تابع لولاية تونس.